# Golden Joystick Award 2023
A Golden Joystick Awards (em português "Premiação do Joystick Dourado") ou People's Gaming Awards, é a 41º edição da cerimônia de premiação anual de jogos eletrônicos que premia os melhores jogos para videogame e computador do ano desde 1983, de acordo com os votos do público geral.
A 41º edição da premiação ocorreu no Royal Lancaster Hotel em 10 de novembro de 2023 apresentado por Troy Baker.
A premiação forma uma lista com os lançamentos do ano classificados em diversas categorias, que são premiados conforme méritos e qualidade.
Em 2023 os jogos do ano foram: Baldur's Gate 3; Starfield (Xbox); Final Fantasy 16 (PS); Baldur's Gate 3 (PC), e; The Legend of Zelda: Tears of the Kingdom (Nintendo).

## Categorias e vencedores
A lista de categorias com os respectivos nomeados e vencedores da premiação da 41º edição do Golden Joystick Awards (People's Gaming Awards):

### Best Audio
A categoria de melhor áudio:
- Final Fantasy XVI (Square Enix)[9]

- Stray Gods
- Hi-Fi Rush
- Bomb Rush Cyberfunk
- Starfield
- The Legend of Zelda: Tears of the Kingdom

### Best Game Community
A categoria de melhor comunidade:
- Baldur’s Gate 3 (Larian Studios)[9]

- Final Fantasy XIV
- Warframe
- Deep Rock Galactic
- Dreams
- The Legend of Zelda: Tears of the Kingdom

### Best Game Expansion
A categoria de melhor expansão:
- Cyberpunk 2077: Phantom Liberty (CD Projekt Red)[9]

- Power Wash Simulator DLC
- The Elder Scrolls Online: Necrom
- The Case of the Golden Idol Mysteries: The Lemurian Vampire and Spider of Lanka
- Dead Cells: Return to Castlevania
- A Little to the Left: Cupboards & Drawers

### Best Gaming Hardware
A categoria de melhor hardware para jogos:
- PlayStation VR 2[9]
- Turtle Beach Stealth Pro Headset
- Alienware 34 AW3423DWF
- Nitro Deck
- ASUS ROG Strix Scope II 96
- Samsung 990 PRO

### Best Game Trailer
A categoria de melhor trailer:
- Cyberpunk 2077: Phantom Liberty – Official Cinematic Trailer[9]
- Alan Wake 2 – The Dark Place Gameplay Trailer
- The Legend of Zelda: Tears of the Kingdom – Official Trailer #3
- Baby Steps Reveal Trailer
- Mortal Kombat 1 – Official It’s in Our Blood Trailer
- Dave the Diver – Official Release Month and Accolades Trailer

### Best Indie Game
A categoria de melhor jogo independente:
- Sea of Stars (Sabotage Studios)[9]

- Dave the Diver
- Pizza Tower
- Dredge
- Cocoon
- Viewfinder

### Best Multiplayer Game
A categoria de melhor jogo multijogador:
- Mortal Kombat 1 (NetherRealm Studios)[9]

- Exoprimal
- Diablo IV
- Street Fighter 6
- Remnant II
- We Were Here Expeditions: The FriendShip

### Best Storytelling
A categoria de melhor narrativa:
- Baldur’s Gate 3 (Larian Studios)[9]

- The Cosmic Wheel Sisterhood
- Armored Core VI: Fires of Rubicon
- Oxenfree II: Lost Signals
- PARANORMASIGHT: The Seven Mysteries of Honjo
- Star Wars Jedi: Survivor

### Best Visual Design
A categoria de melhor design visual:
- Baldur’s Gate 3 (Larian Studios)[9]

- Starfield
- Hi-Fi Rush
- Viewfinder
- Lies of P
- Street Fighter 6

### Best VR Game
A categoria de melhor jogo VR:
- Horizon Call of the Mountain (Guerrilla Games/PlayStation Studios)[9]

- C-Smash VRS
- Synapse
- Vertigo 2 VR
- F1 23 VR
- The Light Brigade

### Consoles Game of the Year
A categoria de jogo do ano dos consoles:
Nintendo Game of the Year
A categoria de jogo do ano para nintendo:
- The Legend of Zelda: Tears of the Kingdom (Nintendo)[9]

- Pikmin 4
- The Legend of Zelda: Tears of the Kingdom
- Fire Emblem Engage
- Metroid Prime Remastered
- Octopath Traveller II
- Fae Farm

PlayStation Game of the Year
A categoria de jogo do ano para playstation:
- Resident Evil 4 (Capcom)[9]

- Final Fantasy XVI
- Street Fighter 6
- Humanity
- Armored Core VI: Fires of Rubicon
- Star Wars Jedi: Survivor

Xbox Game of the Year
A categoria de jogo do ano para xbox:
- Starfield (Bethesda)[9]
- Chants of Sennaar
- Hi-Fi Rush
- Planet of Lana
- Dead Space
- Pentiment

### Game of Year
A categoria de jogo do ano:
- Baldur’s Gate 3[9]
- Final Fantasy 16
- Resident Evil 4
- Marvel’s Spider-Man 2
- Zelda: Tears of the Kingdom

### Most Wanted Game
A categoria do jogo mais desejado/comprado:
- Final Fantasy VII Rebirth (Square Enix)[9]

- Death Stranding 2
- Star Wars Outlaws
- Tekken 8
- Vampire: The Masquerade – Bloodlines 2
- STALKER 2: Heart of Chornobyl
- Hades II
- Fable
- Hollow Knight: Silksong
- EVERYWHERE
- Frostpunk 2
- ARK 2
- METAL GEAR SOLID Δ: SNAKE EATER
- Persona 3 Reload
- Bulwark: Falconeer Chronicles
- Suicide Squad: Kill the Justice League
- Pacific Drive
- Black Myth: Wukong
- Banishers: Ghosts of New Eden
- Warhammer Age of Sigmar: Realms of Ruin

### PC Game of the Year
A categoria de jogo do ano para computador:
- Baldur’s Gate 3 (Larian Studios)[9]
- Diablo IV
- Dave the Diver
- Tchia
- System Shock
- Shadow Gambit: The Cursed Crew

### Still Playing Award
A categoria do jogo ainda jogado atualmente:
- No Man’s Sky (Hello Games)[9]

- Genshin Impact
- The Sims 4
- Fortnite
- Naraka: Bladepoint
- GTA: Online
- Warframe
- Valorant
- Counter-Strike: Global Offensive/Counter-Strike 2
- Apex Legends
- Dota 2
- Call of Duty

### Streamer’s Choice Award
A categoria de escolha dos streamers
- Valorant[9]

### Critic's Choice Award
A categoria de escolha da crítica
- Alan Wake 2[9]

### Studio of the Year
A categoria de estúdio do ano:
- Larian Studios[9]

- Digital Eclipse
- Nintendo EPD
- Mimimi Games
- Remedy Entertainment
- CD Projekt RED

### Melhor Atuação de Protagonista
- Ben Starr - Clive Rosfield - Final Fantasy 16[9]
- Cameron Monahan - Cal Kestis - Star Wars: Jedi Survivor
- Ilkka Villi/Matthew Peretta - Alan Wake - Alan Wake 2
- Yuri Lowenthal - Peter Parker - Marvel’s Spider-Man 2
- Ellise Chappell - Kathy Johanson - Deliver Us Mars
- Melanie Liburd - Saga Anderson - Alan Wake 2
- Nadji Jeter - Miles Morales - Marvel's Spider-Man 2

### Melhor Atuação de Coadjuvante
- Neil Newbon - Astarion - Baldur's Gate 3[9]
- Laura Bailey - Mary Jane Watson - Marvel's Spider-Man 2
- Cissy Jones - Andreja - Starfield
- Amelia Tyler - Narrator - Baldur's Gate 3
- Ralph Ineson - Cid - Final Fantasy 16
- Patricia Summersett - Zelda - The Legend of Zelda: Tears of the Kingdom
- Idris Elba - Solomon Reed - Cyberpunk 2077: Phantom Liberty